# Protector M151

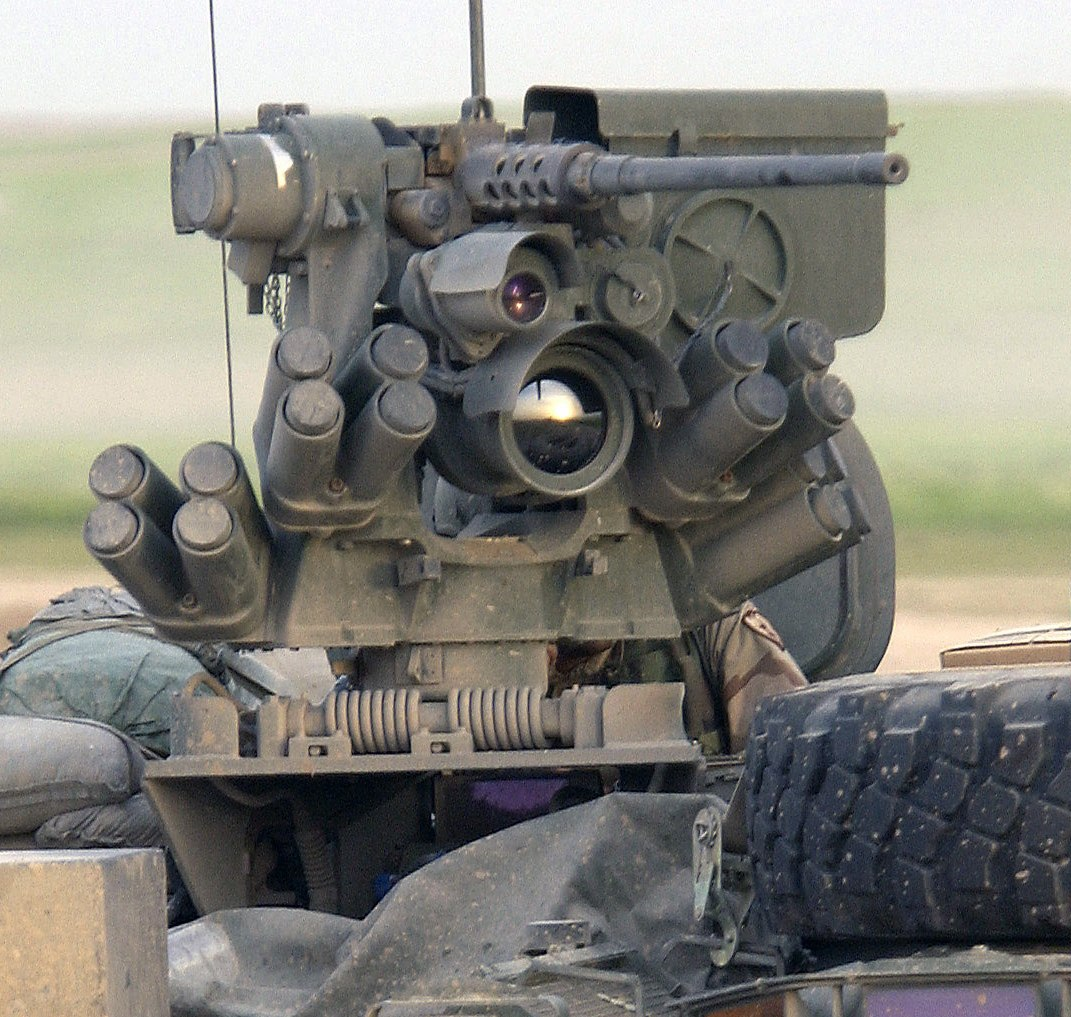
Protector M151 mit MG M2 auf einem M1126 Stryker-Radpanzer

Der Protector M151 RWS ist eine fernbedienbare Waffenstation (remote weapon station), die auf Fahrzeugen oder ortsfesten Plattformen installiert werden kann. Hersteller ist die norwegische Kongsberggruppe, früher Kongsberg Defence & Aerospace in Kongsberg.
Der Protector ist die Hauptbewaffnung der Stryker-Einheiten der US Army.

## Technische Beschreibung
Das System besteht aus einer stabilisierten Waffenplattform, einem Feuerleitsystem und den Bedienelementen. Auf der Plattform können unterschiedliche Waffen montiert werden, wie zum Beispiel:
- M2, schweres Maschinengewehr im Kaliber .50 BMG
- M240/MAG-58, Maschinengewehr im Kaliber 7,62 × 51 mm
- M249 oder FN Minimi, leichtes Maschinengewehr im Kaliber 5,56 × 45 mm
- 40-mm-Maschinengranatwerfer Mk 19
- HK GMW, 40-mm-Maschinengranatwerfer
- XM307, 25-mm-Maschinengranatwerfer[4]
- Javelin, Panzerabwehrlenkwaffe (ATGM)
- Hellfire, ATGM[5] (mit modifiziertem Protector)

## Versionen

### M151-Versionen
- Protector M151 – mit den ersten Stryker-Radpanzern ausgeliefert
- M151 E1 (Block 1) – verbesserte Wärmebildkameras
- M151 E2 (Block 2) – stabilisierte Version
- spezifische Anpassungen für diverse Anwendernationen

### Weitere Varianten
- Protector Super Lite
- Protector Lite
- Protector CROWS II, Weiterentwicklung der M151
- Sea Protector – zur Montage auf Schiffen
- Protector NM221 – mit interner Munitionszuführung

## Nutzerländer

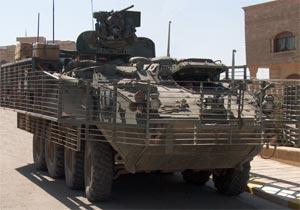
Protector M151 auf Stryker-Radpanzer

Der Protector wird über sein Herkunftsland Norwegen hinaus international verbreitet eingesetzt.
Derzeitige Anwender:

(in alphabetischer Reihenfolge)
- Australien – ASLAV PC, Radpanzer
- Kanada – RG-31, gepanzertes Transportfahrzeug
- Tschechien – LMV
- Finnland – Patria AMV, Radpanzer
- Irland – Piranha III, Schützenpanzer
- Luxemburg – Dingo 2, Transportfahrzeug
- Niederlande – Boxer
- Norwegen – M113, Transportpanzer, Tactica (Protector NM221), Iveco LMV (Protector Lite), Fregatten der Fridtjof-Nansen-Klasse (Sea Protector)
- Portugal – Pandur II, 8×8-Radpanzer
- Schweiz – Piranha-I-Schützenpanzer, Mowag Duro IIIP und Patrouillenboot 16
- Vereinigtes Königreich – Auf Bulldog und Mastiff im Irak und Afghanistan
- Vereinigte Staaten – Stryker Armored Vehicle und M1A2 Abrams, sowie zahlreiche andere Fahrzeuge

In Planung:
- Frankreich: Am 2. Mai 2008 wurde ein Vertrag mit einer Laufzeit von acht Jahren über die Lieferung von Protector zum Einsatz auf Renault VAB unterzeichnet.[6]
- Slowenien: Patria AMV Am 9. Januar 2009 wurde ein Auftrag über 100 Mio. NOK für den Zeitraum 2009 bis 2011 erteilt.[7]
- Kroatien: Patria AMV, Iveco LMV M-95
- Schweden: Sisu Pasi, Artilleriesystem Archer, RG 32

## Bildgalerie

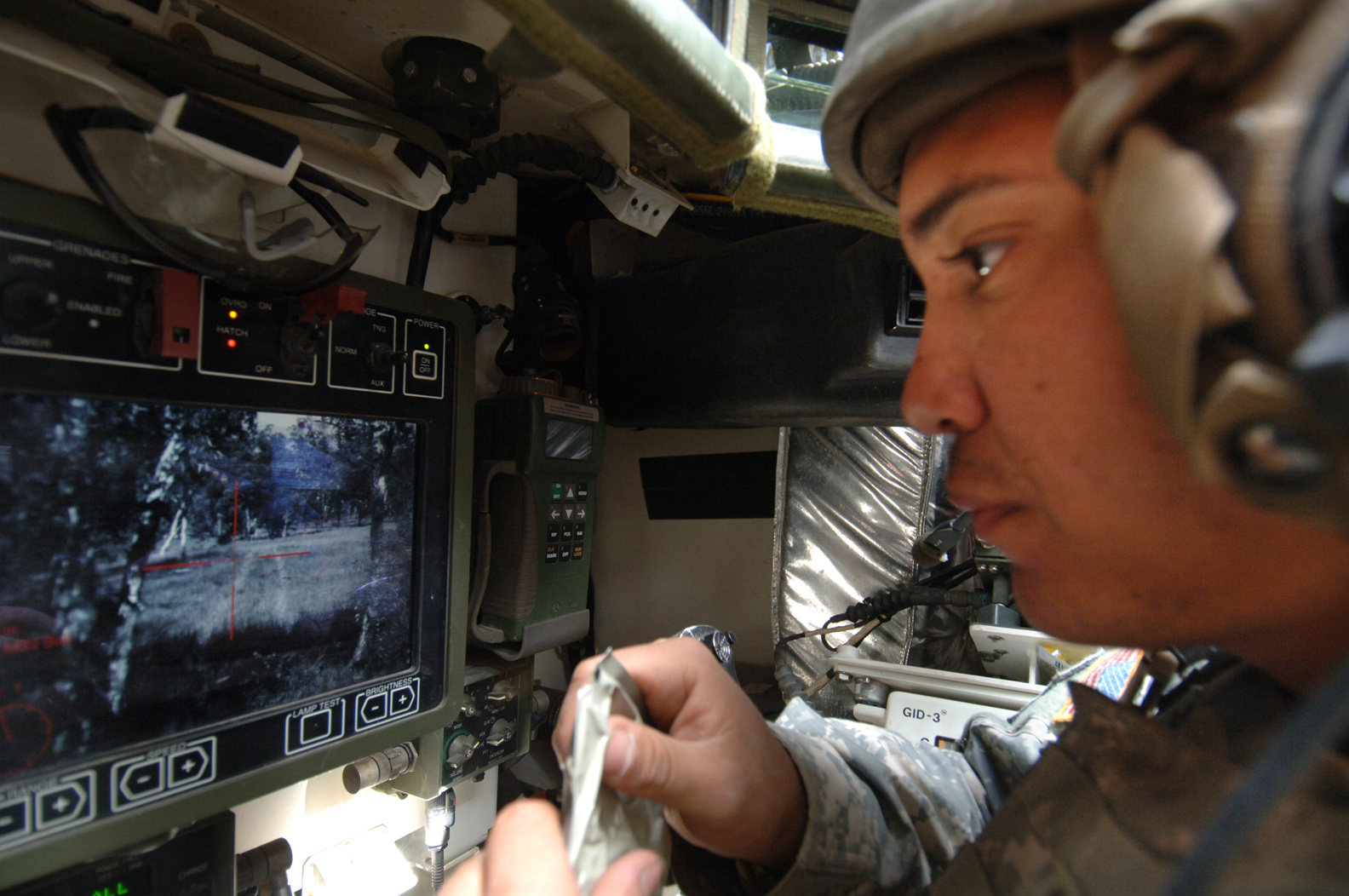
Interne Steuerung für Protector M151 Remote Weapon Station in Stryker ICV
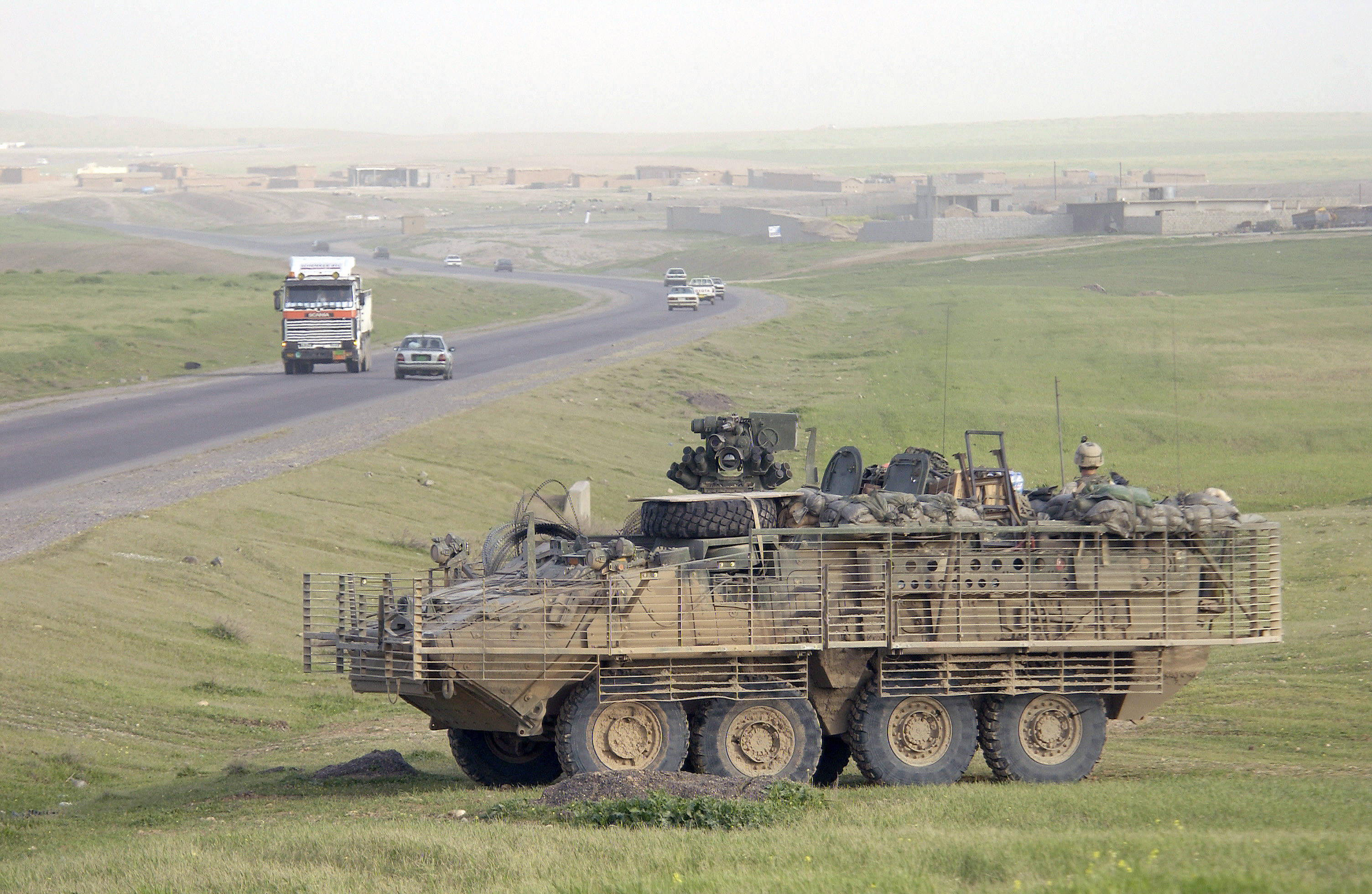
Stryker ICV auf Patrouille im Irak